# Карл Рістіківі
Карл Рістіківі (ест. Karl Ristikivi; *16 жовтня 1912, Кілґі, Пярнумаа — †19 липня 1977, Сульна) — естонський письменник.

## Раннє життя та освіта в Естонії
Карл Рістіківі був одним з перших естонських письменників, які створили всебічну панораму урбанізації країни. Перебуваючи у вигнанні у Швеції він написав першу суреалістичну новелу естонською, сильний вплив на яку мала філософія екзистенціалізму. Він скомпонував вражаючий цикл з 17 новел та кількох інших книг у поліфонічну єдність, з часовим масштабом, що покриває історію Європи протягом більше ніж двох тисячоліть. Його розробки та використання складних систем міфів та символів можна порівняти з підходом школи семіотичного писемства. Гуманізм, християнство та традиційна етика є головною спадщиною його творчості.
Карл Рістіківі народився 16 жовтня 1912 року у Варблі, західна Естонія. Його матір, Ліісу Рістівікі, була неодруженою служницею. Карл був хрещений в російській православній церкві, до якої належала його матір. Своє дитинство він провів на різних фермах, де працювала його матір. У 1920 році він пішов до сільської школи, де зазнавав знущань через те, що був народжений від неодруженої жінки, та через тендітну статуру.
Він отримав деякі знання з літератури та історії читаючи старі німецькі книги, які знаходив на горищі місцевої садиби; хоча спочатку він не знав мови, але йому подобалося розглядати картинки та розпитувати дорослих про значення текстів. Під час цього він сформував свій власний уявний світ середньовічних лицарів та християнських ідеалів.
Завдяки зацікавленості в історії та таланту до вивчення мов Рістівікі досягнув академічних успіхів у сільській школі. В 1927 році багатий родич  запропонував йому можливість продовжити навчання, і Рістівікі вступив до Талліннської школи торгівлі та Таллінського коледжу, який закінчив у 1932 році. 